# Stažnjevečki gosti
Stažnjevečki gosti je fragment svadbenog običaja sela Stažnjevec u dolini Bednje.
- Koreografija: Andrija Ivančan
- Glazbena obrada: Siniša Leopold

Ovaj scenski prikaz sastoji se od tri dijela: "Božićnice", "Gosti v mladenkini hiži" i "V dečkovu dvoru". Središnji motiv je nesretna ljubav Ive i Mare. Osim njih, glavni likovi su Duh sela, mladoženja - Štef Matekov, kaladušeki, oplečaki, sikačice, mačkari. Na vrhuncu svatovske zabave, zbog zabave, glazbe, plesa, vina i probuđenih strasti, zbiva se i ono što se inače ne događa. 
- Duh sela - u narječju naziv za svadbu,
- Božićnice - jabuke koje su djevojke darivale dečkima u znak posebne simpatije,
- Kaladušeki - ophodari, čestitari koji su išli od kuće do kuće u razdoblju od Božića do Sveta tri kralja,
- Oplečaki - najbolji plesači u selu, pozivani na sve svadbe kao zabavljači, u svadbenu prostoriju imali su pravo pristupa dok je svirala glazba.

Koreografiju se može vidjeti u izvedbi ZFA dr. Ivana Ivančana i FA "Zagreb - Markovac".